# Artur Karwazki
Artur Iharawitsch Karwazki (belarussisch Артур Ігаравіч Карвацкі; englisch Artur Karvatski; * 21. Januar 1996 in Preiļi, Lettland) ist ein belarussischer Handballspieler.

## Karriere

### Verein
Artur Karwazki lernte das Handballspielen beim belarussischen Verein HK Mascheka Mahiljou.
2013 wechselte der 1,95 m große rechte Rückraumspieler zu SKA Minsk, mit dem er viermal in Folge den zweiten Platz in der belarussischen Meisterschaft belegte. Nach vier Jahren schloss er sich dem ungarischen Erstligisten Balatonfüredi KSE an. Ab Februar 2019 spielte er bis zum Saisonende für den kroatischen Spitzenklub RK Zagreb, mit dem er die kroatische Meisterschaft errang. Anschließend lief der Linkshänder für den griechischen Verein Olympiakos SFP auf. In der Saison 2020/21 war er für den Schweizer Erstligisten RTV 1879 Basel aktiv. Ab Sommer 2021 stand er bei den russischen Erstligisten GK Wiktor Stawropol und GK Taganrog unter Vertrag. Im März 2022 verpflichtete ihn der deutsche Zweitligist TSV Bayer Dormagen.

### Nationalmannschaft
Mit der belarussischen Nationalmannschaft belegte Karwazki bei der Europameisterschaft 2018 den zehnten Platz. Dort warf er zwölf Tore in sechs Einsätzen. Insgesamt bestritt er 40 Länderspiele, in denen er 98 Tore erzielte.